# メッツァーニ
メッツァーニ（伊: Mezzani）は、イタリア共和国エミリア＝ロマーニャ州パルマ県ソルボロ・メッツァーニに属する分離集落（フラツィオーネ）。
かつては独立したコムーネであったが、2019年1月1日にソルボロと合併して新自治体の一部となった。

## 地理

### 位置・広がり

#### 隣接コムーネ
コムーネとしてのメッツァーニは、以下のコムーネと隣接していた。括弧内のREはレッジョ・エミリア県、CRはクレモナ県、MNはマントヴァ県所属を示す。
- ブレシェッロ (RE)
- カザルマッジョーレ (CR)
- コロルノ
- パルマ
- ソルボロ
- トッリーレ
- ヴィアダーナ (MN)